# Кіє (Любуське воєводство)
Кіє (пол. Kije, нім. Kay) — село в Польщі, у гміні Сулехув Зеленогурського повіту Любуського воєводства.
Населення — 830 осіб (2011).
У 1975-1998 роках село належало до Зеленогурського воєводства.

## Демографія
Демографічна структура станом на 31 березня 2011 року:
|          | Загалом | Допрацездатний вік | Працездатний вік | Постпрацездатний вік |
| -------- | ------- | ------------------ | ---------------- | -------------------- |
| Чоловіки | 424     | 84                 | 310              | 30                   |
| Жінки    | 406     | 76                 | 233              | 97                   |
| Разом    | 830     | 160                | 543              | 127                  |